# Toldi szerelme
A Toldi szerelme Arany János által írt elbeszélő költemény. A költő a Toldi-trilógia középső részének szánt, tizenkét énekből álló művel 1879-ben készült el. Első kiadása két hónap alatt elfogyott. A Magyar Tudományos Akadémia és a Kisfaludy Társaság is jutalmával tüntette ki.

## Történet
|  | Alább a cselekmény részletei következnek! |

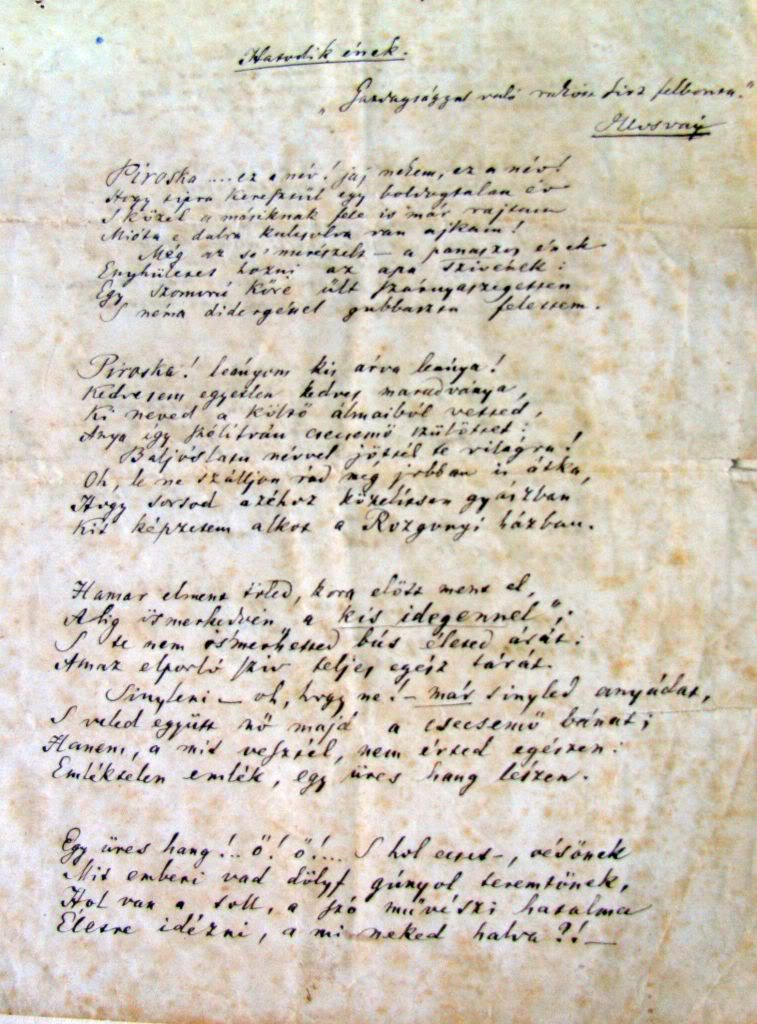
Arany János: Toldi szerelme (A kézirat a hatodik ének első huszonnyolc sora.)

A Toldi szerelme jóval terjedelmesebb és meséjében is bonyodalmasabb, mint Arany János bármelyik más elbeszélő költeménye. A történet Toldi Miklós és Rozgonyi Piroska szerelméről szól.
Lajos király álruhában járja az országot, s közben eljut egy tanyához, ahol meglát egy szép, fiatal lányt. Rögtön megismerkedik a gazdával, Rozgonyi Pállal, aki szívélyesen megvendégeli a számára ismeretlen utazót. A vendéglátó italozás közben elmeséli legnagyobb bánatát: mióta meghalt a felesége, azóta szomorú az élete, nem lehet fia, de a lányát sem tudta eddig kiházasítani, aki pedig jóravaló teremtés. Az uralkodó reggel egy levelet hagy maga után, melyben az áll, hogy a király járt itt, aki segít megoldani a lány férjhezadását.
Lajos király harci játékot hirdet, a győztes lovag jutalma az öreg Rozgonyi lánya, Piroska. Toldi vonakodik a házasságtól, de a barátja, Tar Lőrinc kérésére - annak páncéljában -, benevez a tornára, melyet meg is nyer. Miklós, amikor megpillantja a lányt, azonnal beleszeret Piroskába. A lány viszonozza a lovag szerelmét, hiszen azt remélte titokban, hogy Toldi veszi majd el.
Károly, a cseh király egy udvariatlan levelet küld a magyar uralkodónak, amiben adófizetésre szólítja fel. Toldi a királyi haddal útnak indul Prágába, hogy tisztázzák ezt a modortalanságot. Előtte Miklós még hazamegy az édesanyjához, aki Toldi György nyílt szívű lányát, Anikót neveli.
A magyarok csellel rákényszerítik Károlyt, hogy ismerje el Lajos király rangját, és elismertetik vele, hogy Magyarországnak nem kell adót fizetnie. A hazafelé vezető úton Toldi Miklós megpillantja, hogy egy lányt éppen elrabol egy bandita. Utánuk lovagol egy várba, ahova a bandita a nyergében a szegény, sikoltozó teremtéssel vágtatott. A várba bejutó Toldi alatt beszakad a padló, majd később egy börtönzárkában ébred. A foglyul ejtői elmagyarázzák neki, hogy ők a régen megölt cseh vitéz gyerekei: Jodok és Jodovna.
"Ismersz-e? Nem ismersz? Nézz hát ide; nézz meg:

Jodok áll itt, fia ama cseh vitéznek,

Kit Duna szigetjén meggyilkola kardod

S címerben a képét szemtelenül hordod.

Most fogva vagy, itt vagy az én csaptatómban,

A leányrablás jól ütött ki, valóban:

Ostoba! tudd meg hát, és egyen a méreg:

A farkas, a bárány: egyhasi testvérek!
A lányrablást pedig csak eljátszották, mert bosszút akartak állni apjuk gyilkosán. Jodovna beleszeret Toldiba, felajánlja, hogy kiszabadítja Miklóst és megöli a saját testvérét, így mindketten boldogan élhetnek. Toldi visszautasítja az ajánlatot, ő Piroskát akarja látni. Mikola lánya az elutasítás miatt kegyetlen bosszút esküszik, de magyar katonák törnek be a rablólovagvárba, s kiszabadítják Toldit, majd megtisztítják a környéket a bűnözőktől.
Piroska, aki közben a királyné udvarába kerül, egyre csak halogatja az esküvőt. Örzse, a boszniai király lánya lesz a barátnője. Végül sor kerül a házasságkötésre Tar Lőrinccel. Az esküvő után érkezik haza Toldi, Budára megy, itt Lőrinc meghívja magához vacsorára. Az étkezés közben egy meggondolatlan, sértő mondatért Tar pofon vágja Piroskát. Toldi felbőszül ezen, de ekkor még nem történik semmi nagyobb baj. A király előtt kitudódik a korábbi párviadal titka, ezért megfosztja Tar Lőrincet a lovagi címtől.
Miklós és Piroska férje párbajoznak, melynek következtében Tar Lőrinc életét veszti. Piroska a férje holttestének láttán elájul, és mivel azt hiszik, hogy ő is meghalt, eltemetik. Toldi éjjel a sírboltba látogat, közben Piroska magához tér, és elátkozza Toldit, majd ezt követően kolostorba vonul. Toldi elbujdosik, a király pedig elfogatóparancsot ad ki ellene, ráadásul az esztergomi érsek kiátkozza a szerencsétlen Miklóst.
Későbbi események során viszont kiderül, hogy Toldi a nápolyi hadjáratban álruhát öltve számos hőstettet hajt végre, sőt a király életét is megmenti, így Lajos megbocsát neki, Toldi hazatérhet a bujdosásból. Viszont mire Miklós hazaér, Piroska meghal.
|  | Itt a vége a cselekmény részletezésének! |

## Elemzés
Élete végén Arany nagyobb vállalkozásai közül csak a Toldi szerelmét fejezte be. A Toldi szerelme a történetnek korábbi szakaszát beszéli el, tematikus szerkezet alapján nem előzmény, hanem következmény a Toldi estéjéhez képest: a külső és belső fejlődés ellentétét a látszat és a való szembeállításának elvontabb szintjére emeli.
Lajos és az udvarában élő Toldi rendkívüli tréfához folyamodva él vissza a megtévesztő látszattal: a király álruhában látogat Rozgonyiékhoz, Toldi másnak a fegyverzetében vív párviadalt Piroska kezéért. Az alkalmi megtévesztések után a kivételesen vállalt látszat erősebbnek bizonyul a mű két hősénél, s egyikük sem tud szabadulni hatásától, sőt másokat is kiszolgáltatnak a színlelés hatalmának, s a látszat uralkodóvá válik.
Arany élesen bírálja a vélt kötelesség nevében önmagunkon elkövetett erőszakot. Úgy érzi, hogy ez önáltatáshoz és útvesztőszerű léthelyzethez vezet.
Toldinak és a királynak az a hibája, hogy hiányzik belőlük a nyíltság. Ez válik végzetükké: utóbb mindketten eltékozolt idejüket szeretnék megtalálni. A Toldi szerelmében Arany jellemhibára szűkíti a tragikumot (a tragikum forrása jellemhiba). Toldit belső fogyatékossága kényszeríti, hogy az egyszer elkövetett bűnt hasonló vétkekkel sokszorozza meg. A közvetlenül szubjektív részek kisebb arányban fordulnak elő, mint a Toldi estéjében, s így nem tudják egységbe fogni a trilógia befejező részéhez képest sokkal cselekményesebb történetet. Az elbeszélés lassú ütemét nem indokolja az önironizáló elbeszélő hangnem. Arany legterjedelmesebb művében a XVI-XVII. századi népkönyvek szétteregető írásmódját idézte föl, s ez nem tette lehetővé a hangnemnek a tökéletes egységét. A megtévesztő látszat térhódításának és a szenvedélyek elfojtásából eredő belső összeomlásnak ábrázolása jelentős költői teljesítmény. A kiegyezés utáni Magyarország eltorzult szabadelvűségének, a múlt képén át érvényre juttatott értelmezését sejthetjük benne.